# Daltonia scabriseta
Daltonia scabriseta là một loài rêu trong họ Daltoniaceae. Loài này được Schwägr. Arn. mô tả khoa học đầu tiên năm 1827.